# Frankie Addams
Pour les articles homonymes, voir Addams.
Frankie Addams (titre original : The Member of the Wedding) est un roman de Carson McCullers, publié en 1946.
Le roman a été adapté au cinéma par Fred Zinnemann en 1952.

## Résumé
Dans une petite ville de Géorgie (États-Unis), sont évoqués quelques jours du mois d'août dans la vie de Frankie Addams, un garçon manqué de 12 ans, en porte-à-faux avec le monde qui l'entoure. 
Frankie a perdu sa mère à sa naissance et son père a toujours été à son égard froid et distant. Ses amis les plus proches sont Berenice Sadie Brown, la bonne noire, et son cousin de six ans, John Henry West. L'héroïne aimerait bien partir au loin et accompagner en Alaska son frère et sa nouvelle épouse pendant leur voyage de noces, mais ce rêve ne se réalisera pas. Elle devra en contrepartie couper les ponts avec un soldat qu'elle a rencontré. En dépit du faible nombres d'événements qui ont lieu, ces quelques jours marquent un point tournant dans l'existence de la jeune fille.